# League of Ireland 2006
Die League of Ireland 2006 war die 86. Spielzeit der höchsten irischen Fußballliga. Sie begann am 10. März 2006 und endete am 17. November 2006. Titelverteidiger war Cork City.
Der Shelbourne FC gewann zum 13. Mal die Meisterschaft.

## Modus
Die Liga startete mit zwölf Mannschaften. Diese spielten in der Saison dreimal gegeneinander. Nachdem sich Dublin City am 19. Juli 2006 aus finanziellen Gründen zurückzog, absolvierten die verbliebenen elf Teams jeweils 30 Saisonspiele. Der Elftplatzierte spielte in der Relegation gegen den Abstieg.

## Vereine
| Verein                        | Wappen                        | Stadt     | Stadion                          | Kapazität |
| ----------------------------- | ----------------------------- | --------- | -------------------------------- | --------- |
| Bohemians Dublin              | Bohemians Dublin              | Dublin    | Dalymount Park                   | 7.955     |
| Bray Wanderers                | Bray Wanderers                | Bray      | Carlisle Grounds                 | 3.250     |
| Cork City                     | Cork City                     | Cork      | Turners Cross                    | 8.985     |
| Derry City                    | Derry City                    | Derry     | Brandywell Stadium               | 7.700     |
| Dublin City                   | Dublin City                   | Dublin    | Dalymount Park                   | 7.955     |
| Drogheda United               | Drogheda United               | Drogheda  | Hunky Dorys Park                 | 2.000     |
| Longford Town                 | Longford Town                 | Longford  | Flancare Park                    | 6.850     |
| Shelbourne FC                 | Shelbourne FC                 | Dublin    | Tolka Park                       | 9.680     |
| Sligo Rovers                  | Sligo Rovers                  | Sligo     | The Showgrounds                  | 5.500     |
| St Patrick’s Athletic         | St Patrick’s Athletic         | Dublin    | Richmond Park                    | 5.340     |
| University College Dublin AFC | University College Dublin AFC | Dublin    | UCD Bowl                         | 3.000     |
| Waterford United              | Waterford United              | Waterford | Waterford Regional Sports Centre | 5.000     |

## Abschlusstabelle
| Pl. | Verein                        | Sp. | S  | U  | N  | Tore    | Diff. | Punkte |
| --- | ----------------------------- | --- | -- | -- | -- | ------- | ----- | ------ |
| 1.  | Shelbourne FC 1               | 30  | 18 | 8  | 4  | 060:270 | +33   | 62     |
| 2.  | Derry City                    | 30  | 18 | 8  | 4  | 046:200 | +26   | 62     |
| 3.  | Drogheda United (P)           | 30  | 16 | 10 | 4  | 037:230 | +14   | 58     |
| 4.  | Cork City (M)                 | 30  | 15 | 11 | 4  | 037:150 | +22   | 56     |
| 5.  | Sligo Rovers (N)              | 30  | 11 | 7  | 12 | 033:420 | −9    | 40     |
| 6.  | University College Dublin AFC | 30  | 9  | 11 | 10 | 026:260 | ±0    | 38     |
| 7.  | St Patrick’s Athletic         | 30  | 9  | 10 | 11 | 032:290 | +3    | 37     |
| 8.  | Longford Town                 | 30  | 8  | 10 | 12 | 023:270 | −4    | 34     |
| 9.  | Bohemians Dublin 2            | 30  | 9  | 5  | 16 | 029:340 | −5    | 29     |
| 10. | Bray Wanderers                | 30  | 3  | 8  | 19 | 022:640 | −42   | 17     |
| 11. | Waterford United              | 30  | 2  | 6  | 22 | 020:580 | −38   | 12     |
| 12. | Dublin City 3                 | 0   | 0  | 0  | 0  | 000:000 | ±0    | 0      |

Platzierungskriterien: 1. Punkte – 2. Tordifferenz – 3. geschossene Tore

| (M) | Amtierender irischer Meister         |
| (P) | Amtierender irischer Pokalsieger     |
| (N) | Neuaufsteiger aus der First Division |

## Kreuztabelle
| Hinrunde (Runden 1–20) | Hinrunde (Runden 1–20) | Hinrunde (Runden 1–20) | Hinrunde (Runden 1–20) | Hinrunde (Runden 1–20) | Hinrunde (Runden 1–20)        | Hinrunde (Runden 1–20) | Hinrunde (Runden 1–20) | Hinrunde (Runden 1–20) | Hinrunde (Runden 1–20) | Hinrunde (Runden 1–20) | 2006                          | Rückrunde (Runden 21–30) | Rückrunde (Runden 21–30) | Rückrunde (Runden 21–30) | Rückrunde (Runden 21–30) | Rückrunde (Runden 21–30) | Rückrunde (Runden 21–30)      | Rückrunde (Runden 21–30) | Rückrunde (Runden 21–30) | Rückrunde (Runden 21–30) | Rückrunde (Runden 21–30) | Rückrunde (Runden 21–30) |
| ---------------------- | ---------------------- | ---------------------- | ---------------------- | ---------------------- | ----------------------------- | ---------------------- | ---------------------- | ---------------------- | ---------------------- | ---------------------- | ----------------------------- | ------------------------ | ------------------------ | ------------------------ | ------------------------ | ------------------------ | ----------------------------- | ------------------------ | ------------------------ | ------------------------ | ------------------------ | ------------------------ |
| Shelbourne FC          | Derry City             | Drogheda United        | Cork City              | Sligo Rovers           | University College Dublin AFC | St Patrick’s Athletic  | Longford Town          | Bohemians Dublin       | Bray Wanderers         | Waterford United       | Verein                        | Shelbourne FC            | Derry City               | Drogheda United          | Cork City                | Sligo Rovers             | University College Dublin AFC | St Patrick’s Athletic    | Longford Town            | Bohemians Dublin         | Bray Wanderers           | Waterford United         |
|                        | 1:0                    | 2:1                    | 2:2                    | 3:0                    | 6:0                           | 3:0                    | 0:0                    | 2:0                    | 4:1                    | 5:1                    | Shelbourne FC                 |                          | 2:2                      | 2:2                      | –                        | –                        | –                             | –                        | 2:0                      | 2:1                      | –                        | –                        |
| 2:0                    |                        | 1:2                    | 2:0                    | 3:1                    | 2:0                           | 3:1                    | 1:0                    | 1:0                    | 3:0                    | 4:0                    | Derry City                    | –                        |                          | 0:0                      | 1:0                      | 4:0                      | 0:0                           | –                        | –                        | 1:1                      | 0:0                      | –                        |
| 1:3                    | 3:1                    |                        | 0:0                    | 2:2                    | 1:0                           | 2:1                    | 1:0                    | 1:0                    | 1:0                    | 4:0                    | Drogheda United               | –                        | –                        |                          | 0:0                      | –                        | 1:0                           | –                        | 2:0                      | –                        | 1:1                      | 1:0                      |
| 2:1                    | 1:0                    | 1:0                    |                        | 2:0                    | 1:0                           | 0:0                    | 2:1                    | 1:0                    | 6:0                    | 2:0                    | Cork City                     | 1:0                      | –                        | –                        |                          | 2:0                      | –                             | –                        | 1:1                      | 1:0                      | –                        | 4:1                      |
| 1:1                    | 3:1                    | 0:0                    | 0:3                    |                        | 0:1                           | 1:1                    | 3:1                    | 1:0                    | 2:0                    | 3:1                    | Sligo Rovers                  | 0:2                      | –                        | 2:3                      | –                        |                          | –                             | 3:2                      | –                        | 1:0                      | –                        | 0:0                      |
| 1:2                    | 0:0                    | 0:0                    | 0:0                    | 3:0                    |                               | 0:1                    | 2:2                    | 0:1                    | 4:1                    | 2:1                    | University College Dublin AFC | 0:2                      | –                        | –                        | 1:1                      | 1:0                      |                               | 0:0                      | 3:1                      | –                        | 4:0                      | –                        |
| 2:2                    | 1:1                    | 0:1                    | 2:0                    | 3:1                    | 0:0                           |                        | 0:0                    | 0:1                    | 3:0                    | 0:0                    | St Patrick’s Athletic         | 1:3                      | 0:1                      | 3:0                      | 0:1                      | –                        | –                             |                          | –                        | –                        | 5:1                      | 0:1                      |
| 0:0                    | 0:1                    | 0:0                    | 0:2                    | 0:0                    | 0:0                           | 2:0                    |                        | 3:1                    | 1:0                    | 3:0                    | Longford Town                 | –                        | 0:2                      | –                        | –                        | 0:2                      | –                             | 0:0                      |                          | 3:0                      | –                        | –                        |
| 2:1                    | 1:2                    | 0:1                    | 0:0                    | 0:2                    | 2:1                           | 0:0                    | 0:1                    |                        | 3:0                    | 4:2                    | Bohemians Dublin              | –                        | –                        | 2:2                      | –                        | –                        | 0:1                           | 0:1                      | –                        |                          | 1:1                      | 3:1                      |
| 2:2                    | 2:3                    | 0:1                    | 0:0                    | 1:2                    | 1:1                           | 1:2                    | 1:0                    | 0:3                    |                        | 3:1                    | Bray Wanderers                | 2:3                      | –                        | –                        | 2:1                      | 1:1                      | –                             | –                        | 0:2                      | –                        |                          | –                        |
| 0:1                    | 1:2                    | 2:3                    | 0:0                    | 1:2                    | 0:1                           | 1:3                    | 0:0                    | 1:3                    | 1:1                    |                        | Waterford United              | 0:1                      | 0:1                      | –                        | –                        | –                        | 0:0                           | –                        | 1:2                      | –                        | 3:0                      |                          |

## Relegation
Der Elfte der League of Ireland spielte gegen den Zweiten der First Division, Dundalk FC, um den Klassenerhalt. Dundalk gewann zwar die Relegationsspiele, blieb jedoch in der First Division, da die Liga durch eine Umstrukturierung nach einem vom Verband veröffentlichten Ranking neu eingeteilt wurde. Dabei erhielt ironischerweise der unterlegene Gegner Waterford United ein Platz in der Premier Division 2007.
|            | Gesamt |                  | Hinspiel | Rückspiel |
| ---------- | ------ | ---------------- | -------- | --------- |
| Dundalk FC | 3:2    | Waterford United | 1:1      | 2:1       |